# Nouvelle Vague
『Nouvelle Vague』（ヌーヴェル・ヴァーグ）は1998年3月25日発売されたTHE ALFEE18枚目のオリジナルアルバム。

## 概要
EXPRESSに移籍して最初のアルバム。
マスタリングが長らく担当していた田中三一から中里正男（ONKYO HAUS）に交代等、移籍に伴ってスタッフ陣が大幅交代している。

## 収録曲
全曲　作詞・作曲高見沢俊彦
1. Crisis Game 〜世紀末の危険な遊戯
編曲：THE ALFEE/ストリングス編曲：井上鑑
東芝DVDCFソング。3人で出演した。
2. Nouvelle Vague
編曲：THE ALFEE/ストリングス編曲：井上 鑑
フランス革命を題材とした楽曲。PVも制作されている。
3. Brave Love 〜Galaxy Express 999(Album Version)
編曲：THE ALFEE/ストリングス編曲：森俊之
アウトロがカットアウトになり、汽車の汽笛音で締められている。
4. Pride
編曲：THE ALFEE/ストリングス編曲：服部克久
5. Sister of The Rainbow
編曲：THE ALFEE
複数種のアコースティック・ギターを多重録音しており、発売当時ライヴでは、坂崎はトリプルネックのギターを、高見沢はスタンドギターを使用した。ライヴでは「虹の彼方に」(Over the Rainbow)が前置きで演奏される事がある。
6. Save Your Heart 〜君だけを守りたい
編曲：THE ALFEE
中島文明に提供した「君だけを守りたい」のセルフカバー。
坂崎がリード・ヴォーカルを担当しているが、「ULTRA STEEL」カップリングに、高見沢のソロ・ヴァージョンが存在。
ライヴ・ヴァージョンが、「桜の実の熟する時」カップリングに収録。
7. Good Times Boogie
編曲：THE ALFEE
8. Beyond The Win
編曲：THE ALFEE/ストリングス編曲：森俊之
1998年の大阪国際女子マラソンイメージソング。
「Brave Love 〜Galaxy Express 999」カップリング曲。
9. CRASH !
編曲：THE ALFEE with 河野圭
デジタルロックを取り入れたナンバー。坂崎の声がヴォコーダーで加工されている。
10. 明日の鐘
編曲：THE ALFEE/ストリングス編曲：服部克久
Skirtに提供した同名楽曲のセルフカバー。本作で一番長い8分34秒。

## 参加ミュージシャン
- 長谷川浩二（Drums）
- 山石敬之（Keyboards）
- 金原千恵子Group （Strings） - M-1、2
- JOE KATO GROUP （Strings） - M-3、8
- 篠崎正嗣Group（Strings） - M-4、10
- 百々政幸（Syn. Operator） - M-9

## 関連作品
- 『THE ALFEE 30th ANNIVBERSARY VIDEO CLIPS Ⅱ』（DVD 2004年9月15日） - 「Nouvelle Vague」、「Brave Love 〜Galaxy Express 999」(Short Version)のプロモーションビデオを収録。後にBlu-ray版が再発売された。